# Рив, Пол
Пол Рив (англ. Paul Reeve) — британский продюсер. Работал с Джоном Леки над дебютным альбомом «Showbiz» британской альтернативной рок-группы Muse, позднее принимал участие в записи их последующих альбомов.
В течение работы на студиях Airfield Studios в Корнуолле и Sawmills Studios сотрудничал с такими известными продюсерами и звукорежиссёрами, как Джон Леки, Джон Корнфилд и Крис Аллисон. В настоящее время проживает в Корнуолле, Великобритания.
Пол Рив работал со следующими музыкальными коллективами:
- Beta Band
- Muse
- Стив Харли
- Razorlight
- Supergrass

Он также принимал участие в дебютных альбомах Muse — EPs Muse и Muscle Museum EP, три песни из которых: «Uno», «Muscle Museum» и «Unintended» заняли места в первых двадцати строках британского чарта.
Также принимал участие в записи альбомов «Showbiz» и «Absolution» как дополнительный бэк-вокал, и в фоновом звучании «The Resistance».